# Kenkichi Sonogashira

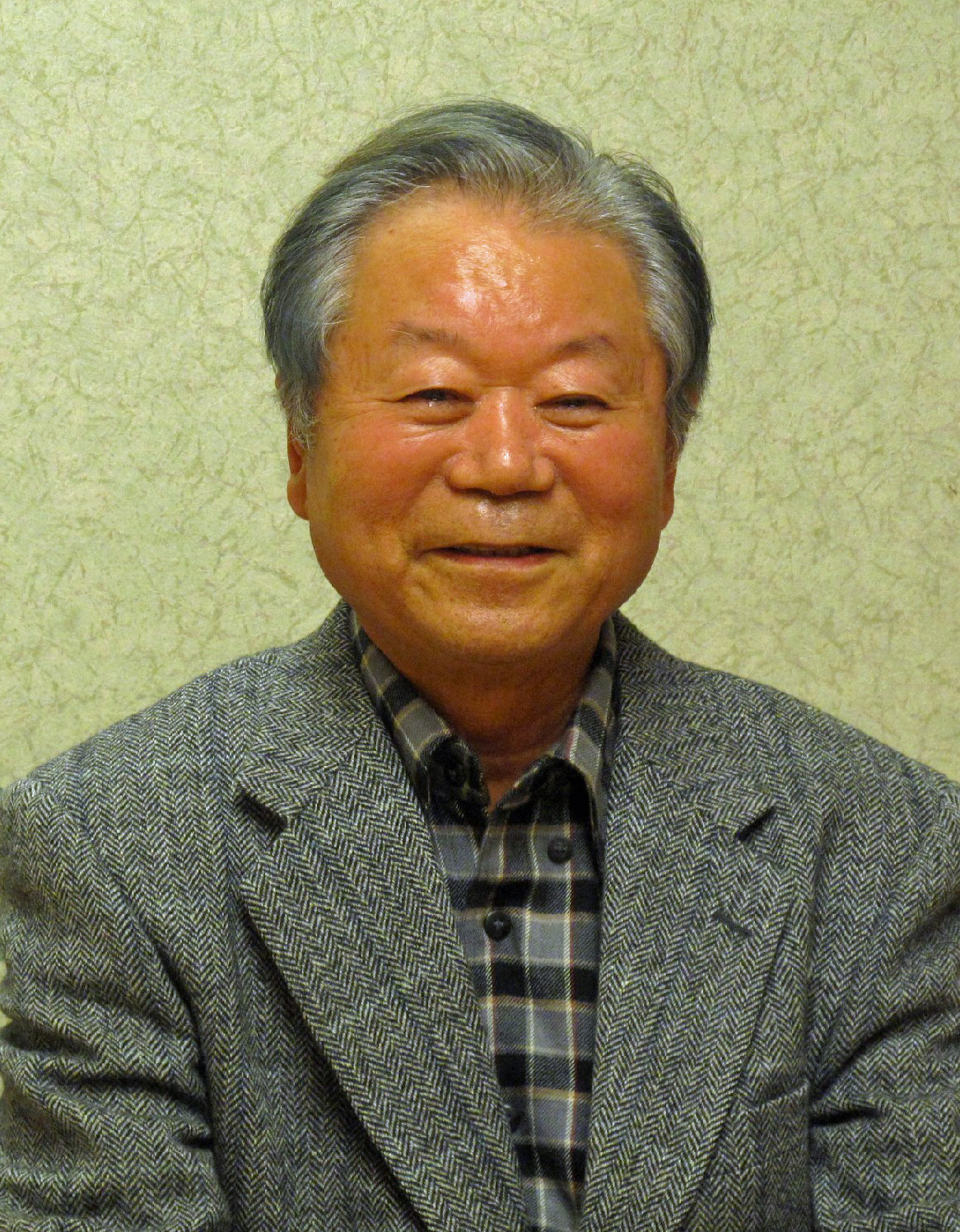
Kenkichi Sonogashira

Kenkichi Sonogashira (jap. 薗頭 健吉, Sonogashira Kenkichi; * 25. Oktober 1931 in der Präfektur Kagoshima) studierte Chemie an der Universität Osaka in Japan, er wirkte zwischen 1981 und 1995 als Hochschullehrer an der Städtischen Universität Osaka. Sonogashira entdeckte die nach ihm benannte Sonogashira-Kupplung, eine Palladium-katalysierte Kreuzkupplung zwischen Arylhalogeniden und endständigen Alkinen.
Sonogashira wurde 2004 pensioniert.